# Commissione Warren

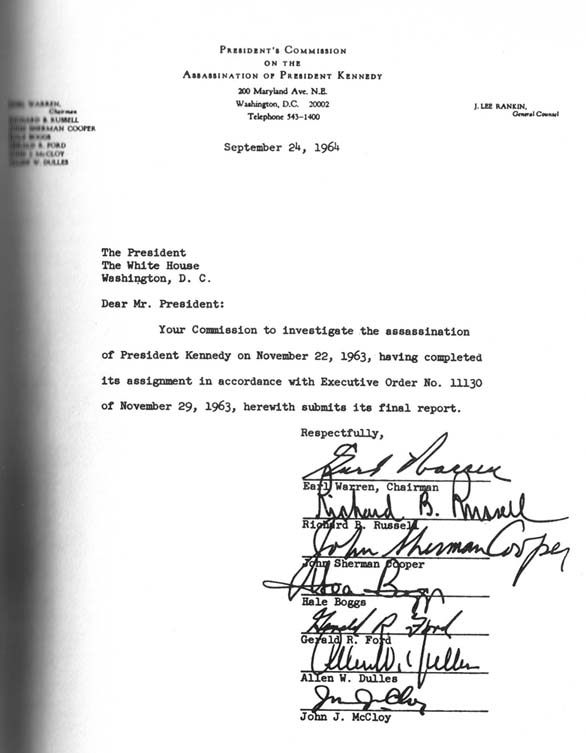
Copertina del rapporto della Commissione Warren

La commissione presidenziale sull'assassinio di John F. Kennedy, meglio nota come commissione Warren, fu una commissione d'inchiesta parlamentare costituita il 29 novembre 1963 dal presidente Lyndon B. Johnson per indagare sull'assassinio di John F. Kennedy, avvenuto il 22 novembre 1963 a Dallas, Texas. Concluse che Lee Harvey Oswald fu il solo esecutore materiale dell'omicidio. Le conclusioni della commissione sono controverse e sono state frequentemente contestate.
La commissione prese il nome non ufficiale dal suo presidente, Earl Warren, che in quel momento era anche presidente della corte suprema degli Stati Uniti. Tutti i documenti raccolti dalla commissione Warren, 50.000 pagine, si trovano nella Mary Ferrell Foundation.

## La costituzione
Dopo che Lee Harvey Oswald fu ucciso con un colpo di pistola da Jack Ruby, il neopresidente Johnson consultò diversi ufficiali governativi, la maggior parte dei quali per telefono, sulla necessità di avere una qualche forma di indagine sull'omicidio di Kennedy. Il 26 novembre 1963 il The Washington Post pubblicò un editoriale sostenendo la necessità di una commissione investigativa. Nel corso di quella settimana, il 29 novembre 1963, Johnson creò una commissione di indagine formata da sette commissari e affidò al presidente della corte suprema Earl Warren il compito di presidente della commissione d'indagine.
Gli altri sei commissari scelti da Johnson furono :
- Hale Boggs, membro della Camera dei rappresentanti (Partito Democratico - Louisiana);
- John Sherman Cooper, senatore (Partito Repubblicano - Kentucky);
- Allen Dulles, ex direttore della CIA, avvocato, rappresentante legale della United Fruit Company;
- Gerald Ford, membro della Camera dei rappresentanti (Partito Repubblicano - Michigan), divenuto in seguito vicepresidente e poi presidente degli Stati Uniti d'America;
- John J. McCloy, ex presidente e diplomatico della Banca Mondiale;
- Richard Russell, Jr., senatore (Partito Democratico - Georgia).

Fin dall'inizio il presidente Johnson e i suoi collaboratori avevano garantito al neopresidente della commissione che avrebbe avuto a disposizione risorse e fondi senza limiti e restrizioni per gestire la commissione, per assumere lo staff (avvocati, segretarie e personale di vario genere), affittare gli uffici e le strutture necessarie e infine per pagare le probabili indagini per chiarire tutte le questioni inerenti a questo delicato caso.
L'omicidio del presidente Kennedy aveva sconvolto, oltre che l'intera nazione, il mondo intero e poteva mettere a repentaglio la stabilità mondiale: infatti iniziarono subito a circolare tesi circa i possibili mandanti dell'attentato (tra cui la Mafia, l'Unione Sovietica oppure la Cuba di Fidel Castro).
Tali tesi, oltre a provocare tensioni a livello internazionale, avrebbero potuto portare al conflitto nucleare se non si fosse fatta luce al più presto su questo caso. Per questo motivo, il neopresidente degli Stati Uniti chiese al presidente della corte suprema Earl Warren di presiedere la commissione d'indagine; Warren era una persona stimata e rispettata in tutto il paese e la sua persona era sinonimo di saggezza, ragionevolezza, esperienza e di estrema capacità, competenza e decisione.
Ciononostante, Warren (che era alla guida della corte suprema già dal 1953 e vi rimase ancora fino al 1969) all'inizio non voleva accettare l'incarico offertogli dal neopresidente statunitense, in quanto reputava che il suo ruolo non gli avrebbe permesso di compiere il nuovo compito nel migliore dei modi.
Tuttavia Johnson vinse l'esitazione di Warren e lo convinse ad accettare l'incarico dicendogli che egli era l'unica persona che poteva evitare un'eventuale guerra nucleare, la quale avrebbe potuto causare (secondo le stime della Casa Bianca) la morte di circa 40 milioni di americani.

## Lo staff legale
L'avvocato Lee Rankin fu scelto dai sette commissari per coordinare e guidare lo staff di avvocati che aveva il compito di esaminare le prove provenienti dalle varie agenzie (su tutte FBI e CIA) e di interrogare i testimoni chiave per l'indagine, nel caso in cui fosse stato necessario.
Un'altra importante figura per lo svolgimento delle indagini fu l'avvocato Howard Willens, il "collegamento" tra la commissione Warren e il dipartimento di Giustizia. Rankin e Willens selezionarono i giovani avvocati deputati alle indagini e al riesame delle prove raccolte; la maggior parte dei candidati selezionati provenivano da Yale e Harvard. Questi giovani avvocati (partner junior) erano affiancati da avvocati esperti ed affermati provenienti da tutta la nazione (partner senior).
Nel dicembre del 1963 vennero definiti 6 gruppi di indagine (mediamente ogni gruppo era formato da due partner junior guidati da un partner senior) al fine di indagare ogni aspetto legato all'attentato:
- Gruppo 1: cronologia degli eventi di JFK a partire dalla mattina del 21 novembre (partenza dalla Casa Bianca verso il Texas) fino all'alba del 23 novembre (giorno in cui rientrò il corpo senza vita JFK alla Casa Bianca);
- Gruppo 2: identificazione dell'assassino (fin dall'inizio Lee Harvey Oswald era il principale sospettato);
- Gruppo 3: biografia di Lee Harvey Oswald;
- Gruppo 4: indagine su una possibile cospirazione straniera (concentrando le ricerche su Cuba e Unione Sovietica);
- Gruppo 5: biografia di Jack Ruby (assassino di Oswald);
- Gruppo 6: indagine sulla sicurezza offerta a JFK da parte dello United States Secret Service, indagando inoltre sulla sicurezza adottata per gli altri Presidenti nel passato.

## Attività
Durante l'indagine, la commissione ascoltò 552 testimoni e lesse i rapporti di dieci agenzie federali, inclusi lo U.S. Secret Service (l'agenzia incaricata della protezione dei presidenti), l'FBI, il Dipartimento di Stato, la CIA e i servizi di intelligence militari. Le udienze furono tenute a porte chiuse, a meno che non fosse chiesto altrimenti dai testimoni; solo due testimoni chiesero di testimoniare in pubblico. Alcuni dei testimoni resero degli affidavit; due dettero solo delle dichiarazioni scritte.

## Conclusioni
Il 24 settembre 1964, dopo 10 mesi di indagini, Warren consegnò ufficialmente a Johnson il rapporto conclusivo redatto dalla commissione. Nel rapporto si sosteneva che Lee Harvey Oswald era l'unico responsabile dell'omicidio di Kennedy e che non esistevano prove di un complotto - né statunitense né straniero - che coinvolgesse altre persone, gruppi o Paesi. La teoria che Oswald avesse agito da solo viene comunemente e informalmente chiamata negli Stati Uniti "lone gunman theory" (letteralmente "teoria del pistolero solitario").
La commissione concluse che erano stati sparati solo tre proiettili e che Oswald aveva sparato tutti e tre i proiettili dallo stabile adibito a magazzino di libri denominato Texas School Book Depository. Sottolineò che tre bossoli vuoti erano stati trovati nel covo del cecchino al sesto piano del deposito di libri e che il fucile era stato trovato al sesto piano, con ancora una cartuccia in canna.
La commissione determinò che:
- il primo sparo andò a vuoto (è quello che con il suo rumore, si vede anche nelle fotografie, fece voltare indietro la testa delle persone presenti).

il secondo sparo aveva colpito il presidente Kennedy nella parte alta della schiena, era uscito dalla gola, e probabilmente aveva continuato la sua corsa causando tutte e cinque le ferite del Governatore John Connally; la commissione concluse che questo stesso proiettile era entrato nella spalla di Connally, era uscito dal petto, aveva attraversato il suo polso ed era finito nella sua coscia destra. Successivamente, doveva essere caduto fuori dalla lettiga all'ospedale, dove era stato trovato intatto: informalmente chiamata negli Stati Uniti "magic bullet theory" (letteralmente "teoria della pallottola magica", ideata dall'avvocato Arlen Specter ed avallata dalla commissione Warren).
Alcune prove balistiche hanno suggerito che una tale traiettoria sarebbe possibile e ci sono alcuni fotogrammi del film di Zapruder in cui la posizione e la reazione dei due uomini potrebbe essere coerente con questa ipotesi, anche se resta uno degli aspetti più controversi del rapporto.

### Ilcapitolo 8
Il rapporto della commissione Warren al capitolo 8 dettaglia le debolezze dell'apparato di sicurezza dello United States Secret Service al momento dell'omicidio. Le procedure messe in atto, sul posto e non solo, insieme ad eventi accaduti quel giorno mostravano delle lacune nella sicurezza che avevano reso possibile l'omicidio. Tra le altre vennero riscontrati:
- la mancata identificazione del personale autorizzato alla polizia di Dallas, coloro che erano in piedi sui ponti o sui cavalcavia[4];
- la mancata ispezione di tutti gli stabili, finestre e tetti che circondavano il percorso del corteo[4] e il posizionamento degli agenti di polizia in base ai risultati;
- l'inadeguatezza dei controlli nel passato di tutti coloro che potevano entrare in contatto con Kennedy e di chi poteva essere una minaccia per il presidente, in particolare su Oswald, il cui rapporto dell'FBI avrebbe dovuto allertare lo U.S. Secret Service dei possibili rischi;[4]
- la semplicistica assunzione che le misure di sicurezza approntate nel 1936 per la visita a Dallas di Roosevelt potessero essere usate come modello per la visita di Kennedy;
- l'utilizzo di un numero insufficiente di persone per pianificare e garantire lo svolgimento sicuro del corteo;
- il mancato utilizzo di un'auto con tettuccio a prova di proiettile. In merito al veicolo con tettuccio a prova di proiettile, questo veicolo era stato proposto nell'ottobre del 1963 ma era risultato che dal 1953 non era disponibile alla Casa Bianca un'auto simile, poiché la rimozione e la sostituzione del tettuccio sarebbe stata troppo sconveniente. In seguito Johnson, al telefono con il Direttore dell'FBI J. Edgar Hoover, chiese se Hoover avesse un'auto con il tettuccio a prova di proiettile e Hoover rispose: «Si, certo». Allora Johnson chiese di averne una, e gli fu risposto di sì.[5]

## Le conseguenze
Le scoperte effettuate spinsero lo U.S. Secret Service statunitensi a modificare significativamente le procedure di sicurezza. Fin dalla loro stesura, nel 1964, tutti i documenti prodotti dalla commissione Warren furono secretati per 75 anni (ovvero fino al 2039) dal presidente in carica Johnson. Secondo l'Assassination Records Review Board (il consiglio per il riesame delle prove sull'omicidio), i documenti relativi all'omicidio Kennedy che non siano stati ancora distrutti saranno declassificati presumibilmente nel 2017.
Negli anni che seguirono la stesura dei rapporti e dei 26 volumi di prove investigative nel 1964, la commissione Warren è stata spesso criticata per i suoi metodi, per alcune omissioni importanti e per le conclusioni, in particolare l'assenza di qualsiasi spiegazione sulla distruzione di prove cruciali da parte delle forze dell'ordine e dalle agenzie di spionaggio. Sembra che alcune spiegazioni siano state date a porte chiuse, ma che non siano state pubblicate nei rapporti.

## Critiche
I risultati della commissione sono stati messi in questione in molti punti fin dalla loro pubblicazione.
Il filosofo allora novantenne Bertrand Russell, in un articolo intitolato 16 Questions on the Assassination pubblicato il 6 settembre 1964, mise in dubbio le conclusioni della commissione.
Anche l'Assassination Records Review Board, creato nel 1992 dal JFK Records Act (una legge sui documenti di JFK) con lo scopo di raccogliere e conservare i documenti collegati con l'omicidio, nel suo rapporto finale evidenziò che «i dubbi riguardo ai risultati della commissione Warren non sono circoscritti solo ai normali cittadini. Molto prima del 1978, il presidente Johnson, Robert Kennedy e quattro dei sette membri della commissione Warren in qualche modo esposero, anche se talvolta solo ufficiosamente, il loro scetticismo riguardo alle conclusioni base della commissione».
Altre tre indagini governative degli Stati Uniti concordarono con le conclusioni della commissione Warren che due spari avevano ucciso JFK da dietro: la giuria condotta dal procuratore generale Ramsey Clark nel 1968; la commissione Rockefeller nel 1975 e la HSCA (House Select Committee on Assassinations) nel 1978. In tutte queste indagini le prove vennero riesaminate con l'aiuto di molti giuristi. La HSCA incluse udienze del Congresso e, al termine, concluse - basandosi su prove acustiche, in seguito rivelatesi inaffidabili - che Oswald uccise Kennedy probabilmente facendo parte di un complotto. La HSCA concluse che Oswald sparò i colpi uno, due e quattro, e che uno sparatore sconosciuto sparò il terzo colpo (che mancò il bersaglio) da una postazione vicino all'angolo dello steccato che era sulla destra del presidente Kennedy, nel prato della Dealey Plaza. Tuttavia, anche queste conclusioni sono state criticate, in particolar modo perché si basavano eccessivamente sulla sola prova acustica.